# Stefan Brupbacher

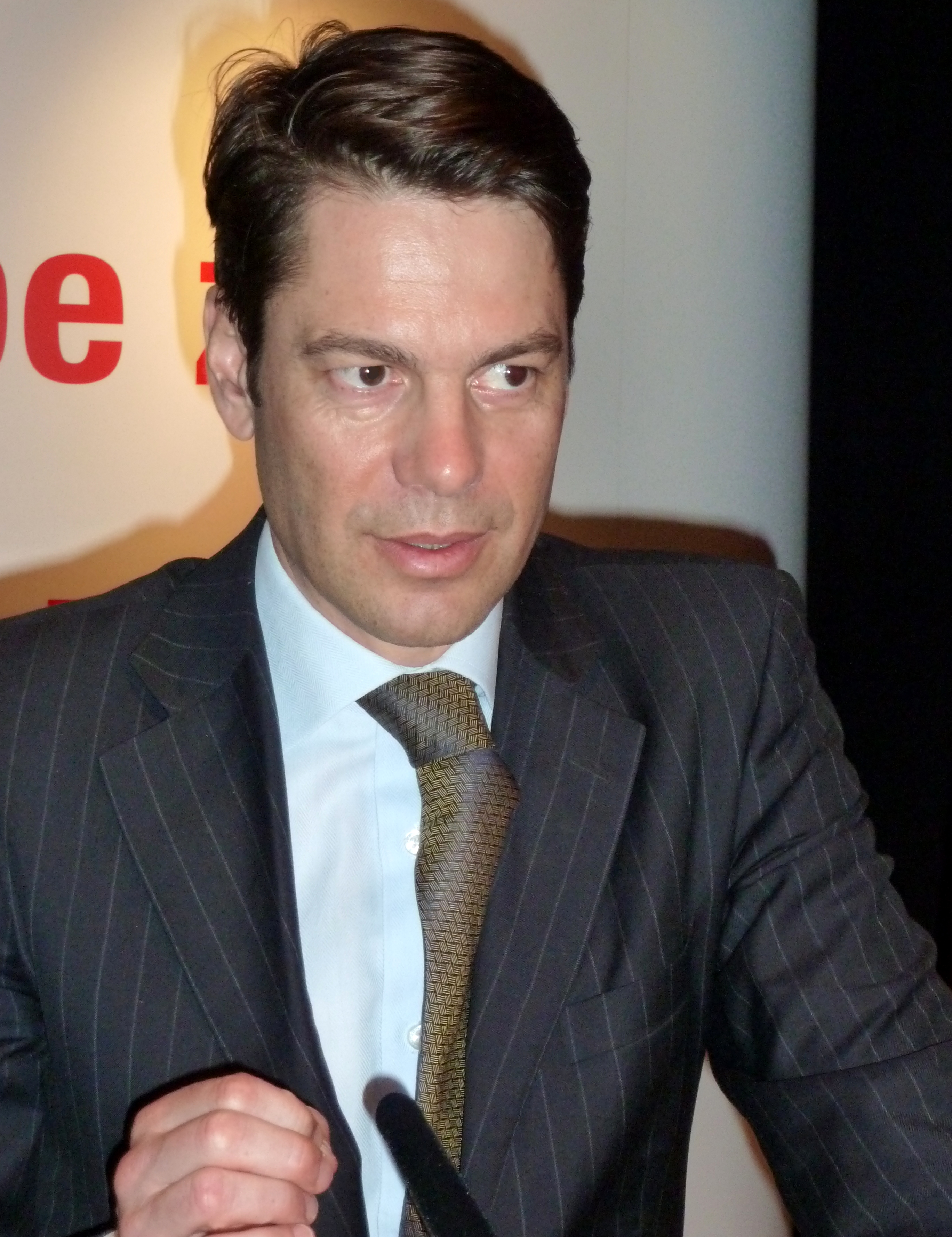
Stefan Brupbacher (2013)

Stefan Brupbacher (* 18. November 1967 in Zürich) ist ein Schweizer Verbandsdirektor und Politiker (FDP). Er leitet seit 2019 Swissmem, den Verband der Schweizer Maschinen-, Elektro- und Metallindustrie.

## Werdegang

### Studium
Brupbacher hat an der Universität Zürich Rechtswissenschaften studiert  (lic. iur., 1992) und dort doktoriert. 2002 wurde er summa cum laude promoviert. Für seine Dissertation erhielt er 2003 den Professor Walther Hug Preis zur Förderung der rechtswissenschaftlichen Forschung. Er erlangte den Mastertitel für Internationale Beziehungen mit Spezialisierung in internationaler Wirtschaft (M.A., 1996) an der Johns Hopkins University (SAIS) in Bologna und Washington. Zudem verfügt er über einen Executive Master für internationales und europäisches Wirtschaftsrecht (M.B.L., 2002) der Universität St. Gallen.

### Beruf
Vor der Promovierung sammelte Brupbacher berufliche Erfahrungen, unter anderem als wissenschaftlicher Assistent seines Doktorvaters Manfred Rehbinder in Zürich (1991–1994). Von 1996 bis 2002 war er stellvertretender Leiter des Fachbereichs «Internationale Arbeitsfragen» des Staatssekretariats für Wirtschaft (SECO) in Bern und gleichzeitig Vertreter der Schweiz bei der Internationalen Arbeitsorganisation (IAO) der UNO in Genf.
Von 2002 bis 2004 arbeitete Brupbacher bei den Parlamentsdiensten der Schweizerischen Bundesversammlung in Bern als Leiter des Sekretariats der Kommissionen für Wirtschaft und Abgaben von National- und Ständerat (WAK). Von 2004 bis 2005 war er Berater für die Präsidentschaft von Daniel Vasella beim Internationalen Pharmaverband IFPMA. Von 2005 bis 2008 war Brupbacher als Issue Manager für Gesundheits-,  Bildungs- und Forschungspolitik des bei Economiesuisse in Zürich beschäftigt.
Brupbacher präsidierte die Gesundheitskommission der FDP des Kantons Zürich und beteiligte sich an der Entwicklung neuer Strategien für die schweizerische FDP.

### Generalsekretär von FDP und WBF

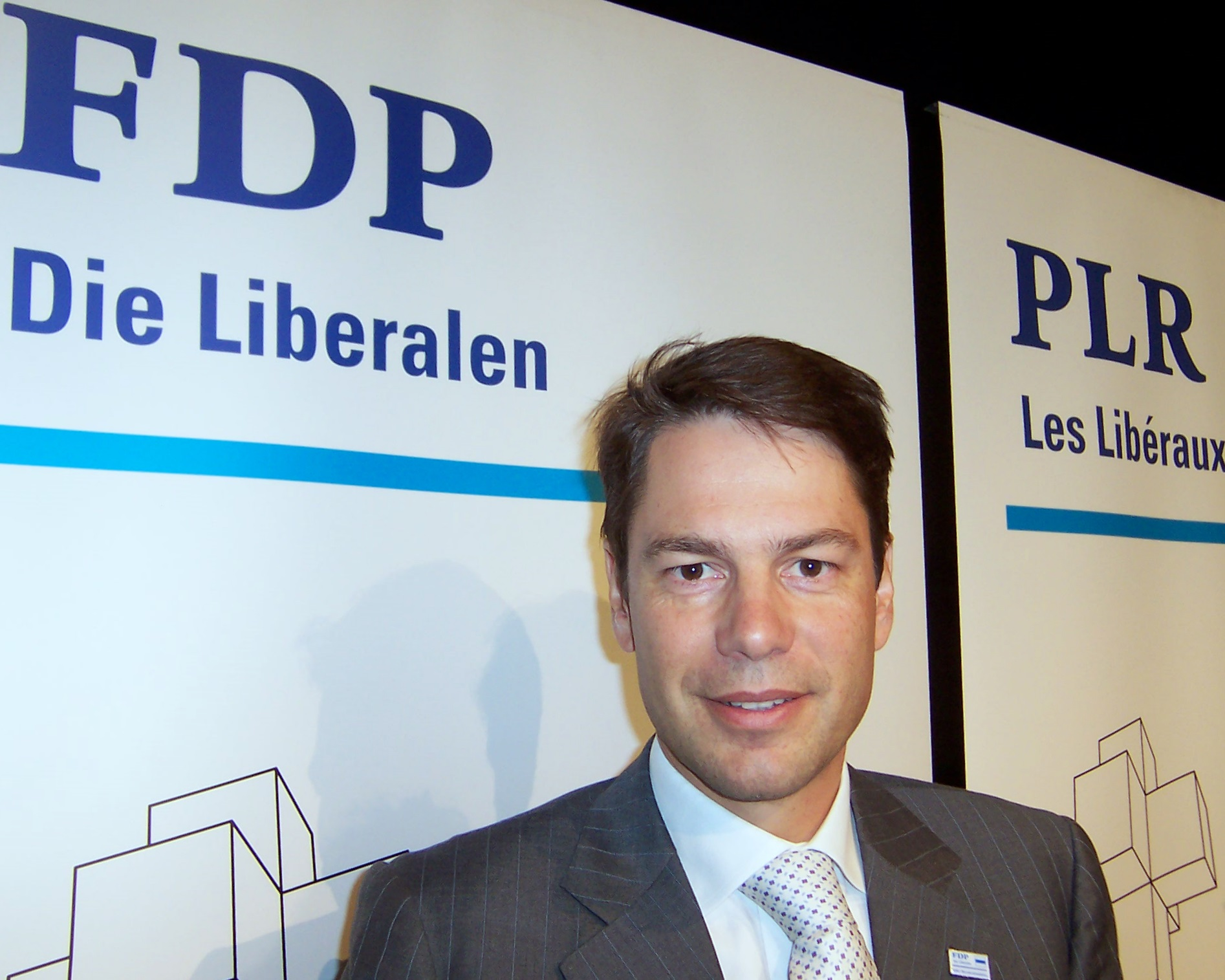
Als FDP-Generalsekretär (2010)

2007 wurde Brupbacher zum Generalsekretär der Freisinnig-Demokratischen Partei der Schweiz. Ab der Gründung der FDP. Die Liberalen Schweiz im Jahr 2009 war er während fünf Jahren der erste Generalsekretär der neu fusionierten Partei. Mitte 2014 ernannte ihn Bundesrat Johann Schneider-Ammann zum Generalsekretär des Eidgenössischen Departements für Wirtschaft, Bildung und Forschung (WBF). 

### Direktor von Swissmem
Auf den 1. Januar 2019 wurde Brupbacher zum Direktor von Swissmem berufen. 
Nach seiner Wahl zum Direktor von Swissmem, noch als Chefbeamter im WBF, hat Brupbacher Interna der Aussenpolitischen Kommission (APK) per E-Mail an Swissmem weitergegeben, was kontrovers diskutiert wurde. Im Dezember 2020 stellte die Bundesanwaltschaft ein Verfahren wegen möglicher Amtsgeheimnisverletzung ein. Brupbacher wurde damit vom Vorwurf entlastet, eine Amtsgeheimnisverletzung begangen zu haben. In der Einstellungsverfügung schrieb die Staatsanwaltschaft, dass «eine geringfügige Amtsgeheimnisverletzung» vorlag, die «im Unrechtsgehalt marginal» sei. In der Gesamtbetrachtung seien Schuld und Tatfolgen als geringfügig einzustufen, weswegen auf eine Bestrafung zu verzichten sei.
Bei den Nationalratswahlen 2023 trat Brupbacher für die FDP an, wurde aber nicht gewählt. Swissmem unterstützte ihn für den Wahlkampf mit 80'000 Franken.

## Privates
Stefan Brupbacher ist verheiratet und lebt in Zürich.